# パリメトロ12号線
12号線（12ごうせん、フランス語: Ligne 12）は、パリ交通公団（RATP）の運営するフランスの首都パリを含むイル＝ド＝フランス地域圏のメトロ（地下鉄）路線の一つ。パリ郊外北部オーベルヴィリエのメリー・ドーベルヴィリエ駅と、パリ郊外南西部イシー＝レ＝ムリノーのメリー・ディシー駅までを南北に結ぶ。1910年に開業。

## 概要
セーヌ＝サン＝ドニ県内のメリー・ドーベルヴィリエ駅から、パリの北境付近のポルト・ド・ラ・シャペル駅を経由し、パリ郊外の南西に位置するメリー・ディシー駅に向かう。路線はサン・ラザール駅、コンコルド駅、アサンブレ・ナシオナル駅など、パリの中心付近を南北に縦断する形で伸びている。

12号線の路線図

## 歴史

### 年表
- 1910年11月5日、ノートル＝ダム＝ド＝ロレット駅・ポルト・ド・ヴェルサイユ駅間が開業。
- 1911年4月8日、ノートル＝ダム＝ド＝ロレット駅から北方へ、ピガール駅まで延伸。
- 1912年10月30日、ピガール駅から北方へ、ジュール・ジョフラン駅まで延伸。
- 1916年8月23日、ジュール・ジョフラン駅から北方へ、ポルト・ド・ラ・シャペル駅まで延伸。
- 1934年3月24日、ポルト・ド・ヴェルサイユ駅から南方へ、メリー・ディシー駅まで延伸。
- 2012年12月18日、ポルト・ド・ラ・シャペル駅から北方へ、フロン・ポピュレール駅まで延伸。
- 2022年5月31日、フロン・ポピュレール駅からメリー・ドーベルヴィリエ駅まで延伸。

## 沿線概況

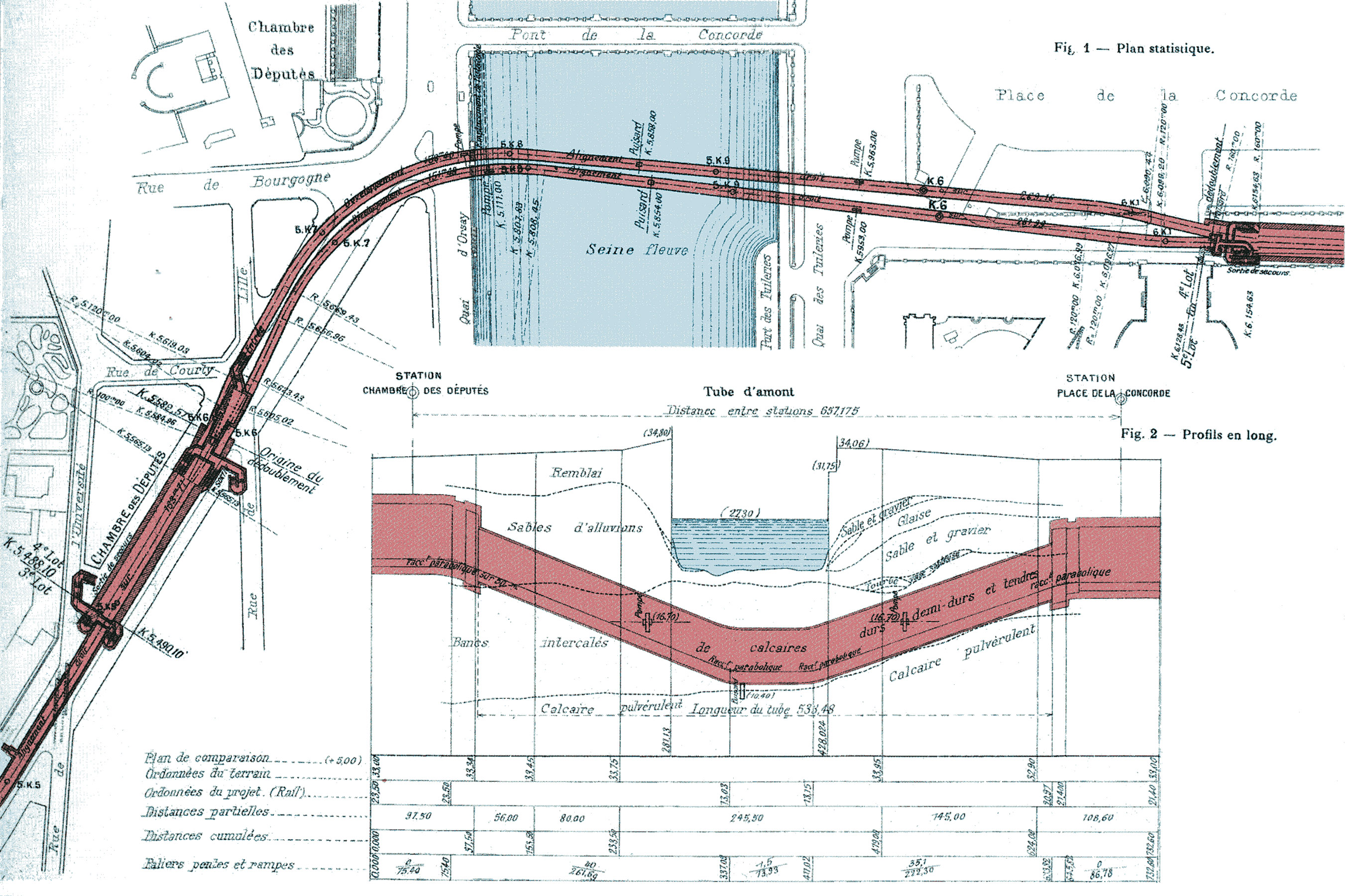
セーヌ川潜行工事の断面図

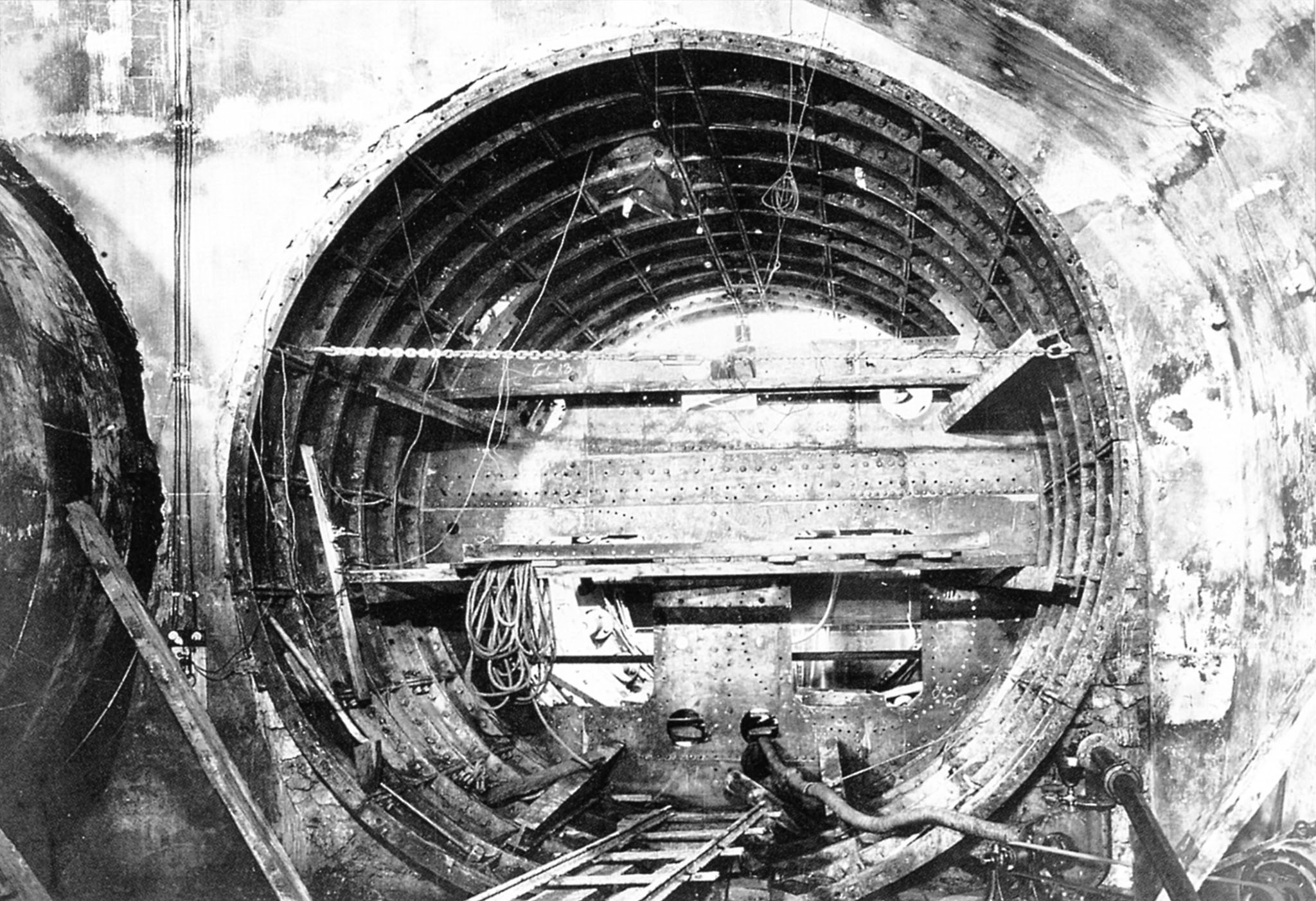
セーヌ川潜行工事の様子

12号線北端は、セーヌ＝サン＝ドニ県オーベルヴィリエ市とサン＝ドニ市との境界にあるフロン・ポピュレール駅である。路線は、そこから南下し、2012年まで北端であったポルト・ド・ラ・シャペル駅（パリの北端、中央のやや東寄りに位置する。）を経由して、マルクス・ドルモア駅で西に曲がる。サクレ・クール寺院の北西付近で南に折れ、モンマルトル地区を縦断する。

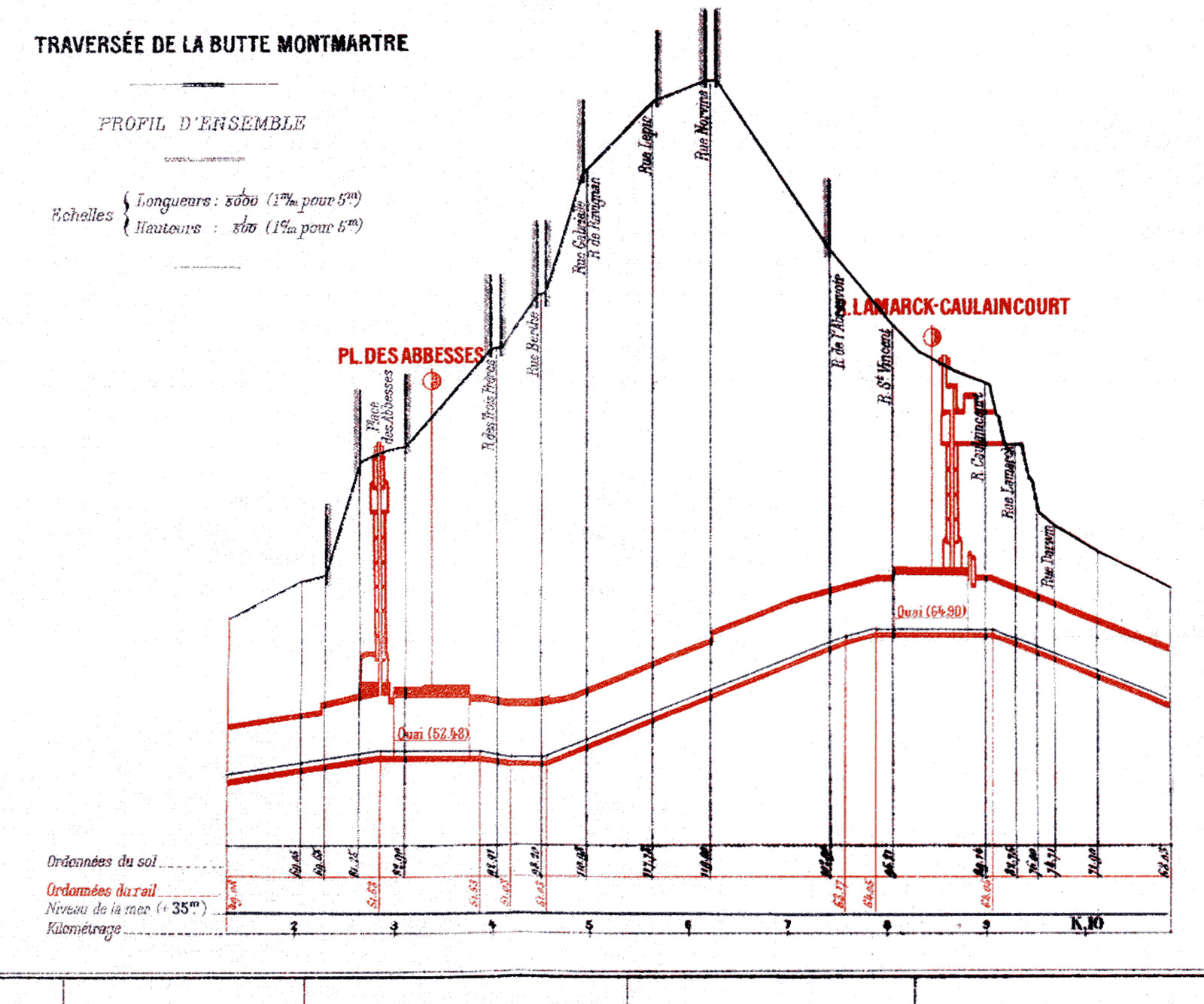
モンマルトル縦断工事の断面図

さらに南に進んでノートル＝ダム＝ド＝ロレット駅付近を西に曲がり、サン・ラザール駅で再び南に折れ、マドレーヌ駅、コンコルド駅を経由し、セーヌ川の下を潜り、アサンブレ・ナシオナル駅、リュ・デュ・バック駅などを経て、モンパルナス＝ビヤンヴニュ駅で南西方向へ大きく曲がり、パリの南西に位置する終点のメリー・ディシー駅に至る。

## 駅一覧
| 駅名                               | 駅名                                                  | 接続路線 | 所在地                       | 所在地                       |
| ---------------------------------- | ----------------------------------------------------- | --- | ---------------------------- | ---------------------------- |
| メリー・ドーベルヴィリエ駅         | Mair ie d'Aubervilliers Plaine des Vertus             | | オーベルヴィリエ             | オーベルヴィリエ             |
| エメ・セゼール駅                   | Aimé Césaire                                          | | オーベルヴィリエ             | オーベルヴィリエ             |
| フロン・ポピュレール駅             | Front populaire                                       | | サン＝ドニ、オーベルヴィリエ | サン＝ドニ、オーベルヴィリエ |
| ポルト・ド・ラ・シャペル駅         | Porte de la Chapelle                                  | トラム： 3b線 | パリ                         | 18区                         |
| マルクス・ドルモワ駅               | Marx Dormoy                                           | | パリ                         | 18区                         |
| マルカデ＝ポワソニエ駅             | Marcadet - Poissonniers                               | メトロ： 4号線                                                                                                   | パリ                         | 18区                         |
| ジュール・ジョフラン駅             | Jules Joffrin                                         | | パリ                         | 18区                         |
| ラマルク＝コランクール駅           | Lamarck - Caulaincourt                                | | パリ                         | 18区                         |
| アベス駅                           | Abbesses （Butte Montmartre）                         | モンマルトル・ケーブルカー                                                                                       | パリ                         | 18区                         |
| ピガール駅                         | Pigalle                                               | メトロ： 2号線                                                                                                   | パリ                         | 9区、18区                    |
| サン＝ジョルジュ駅                 | Saint-Georges                                         | | パリ                         | 9区                          |
| ノートル＝ダム＝ド＝ロレット駅     | Notre-Dame-de-Lorette                                 | | パリ                         | 9区                          |
| トリニテ＝デスティエンヌ・ドルヴ駅 | Trinité - d'Estienne d'Orves                          | | パリ                         | 9区                          |
| サン＝ラザール駅                   | Saint-Lazare                                          | メトロ： 3号線、 13号線、 14号線 RER： E線（オスマン＝サン＝ラザール駅） トランシリアン： J線、 L線 フランス国鉄 | パリ                         | 8区、9区                     |
| マドレーヌ駅                       | Madeleine                                             | メトロ： 8号線、 14号線                                                                                          | パリ                         | 8区                          |
| コンコルド駅                       | Concorde                                              | メトロ： 1号線、 8号線                                                                                           | パリ                         | 1区、8区                     |
| アサンブレ・ナシオナル駅           | Assemblée nationale                                   | メトロ： 13号線                                                                                                  | パリ                         | 7区                          |
| ソルフェリーノ駅                   | Solférino （Musée d'Orsay）                           | RER： C線（ミュゼ・ドルセー駅）                                                                                  | パリ                         | 7区                          |
| リュ・デュ・バック駅               | Rue du Bac                                            | | パリ                         | 7区                          |
| セーヴル＝バビロヌ駅               | Sèvres - Babylone                                     | メトロ： 10号線                                                                                                  | パリ                         | 6区、7区                     |
| レンヌ駅                           | Rennes                                                | | パリ                         | 6区                          |
| ノートル＝ダム＝デ＝シャン駅       | Notre-Dame-des-Champs                                 | | パリ                         | 6区                          |
| モンパルナス＝ビヤンヴニュ駅       | Montparnasse - Bienvenüe                              | メトロ： 4号線、 6号線、 13号線 トランシリアン： N線（モンパルナス駅） フランス国鉄（モンパルナス駅）            | パリ                         | 6区、14区、15区              |
| ファルギエール駅                   | Falguière                                             | | パリ                         | 15区                         |
| パスツール駅                       | Pasteur                                               | メトロ： 6号線                                                                                                   | パリ                         | 15区                         |
| ヴォロンテール駅                   | Volontaires                                           | | パリ                         | 15区                         |
| ヴォージラール駅                   | Vaugirard Adolphe Chérioux                            | | パリ                         | 15区                         |
| コンヴァンシオン駅                 | Convention                                            | | パリ                         | 15区                         |
| ポルト・ド・ヴェルサイユ駅         | Porte de Versailles （Parc des Expositions de Paris） | トラム： 2号線、 3a線                                                                                            | パリ                         | 15区                         |
| コランタン・セルトン駅             | Corentin Celton                                       | | イシー＝レ＝ムリノー         | イシー＝レ＝ムリノー         |
| メリー・ディシー駅                 | Mairie d'Issy                                         | | イシー＝レ＝ムリノー         | イシー＝レ＝ムリノー         |

- 全線各駅停車、快速運転はない。
- 全線を通して地下区間。